# Боннський огляд
Бо́ннський о́гляд (нім. Bonner Durchmusterung, BD) — астрономічний каталог, складений під керівництвом Фрідріха-Вільгельма Аргеландера у 1852—1859 роках у Боннській обсерваторії. Опублікований у 1859—1862 роках. Повна версія каталогу (із доповненням) містить близько 458 тис. зір до 9,5 зоряної величини.

## Основний каталог
Для складання каталогу використовувався 3-дюймовий телескоп-рефрактор Боннської обсерваторії. Для картографування небосхил було поділено на сферичні пояси, паралельні небесному екватору, шириною 1° за схиленням.
Позначення зір у Боннському огляді побудовано таким чином:
- спочатку йде префікс BD (позначає каталог);
- потім подається схилення нижньої (південної) межі поясу;
- далі йде номер у поясі. Зірки перелічено за зростанням прямого піднесення починаючи з 0h.

Таким чином зірка Вега позначається як BD +38°3238
До основного каталогу потрапило 324 198 зір до 9,5m, розташованих на схиленнях від +90° (північний полюс) до −2°.

## Доповнення каталогу
1886 року побачив світ так званий Південний Боннський огляд (нім. Südliche Bonner Durchmusterung, SBD), виконаний помічником Аргеландера Едуардом Шенфельдом. Для цієї мети Шенфельд використав 6-дюймовий рефрактор Боннської обсерваторії. SBD поширив каталог до −23° (за схиленням) і додав до каталогу 137 834 зорі. Слід відзначити, що SBD завжди включався до BD і не розповсюджувався окремо.
Далі боннський огляд було поширено до південного полюса іншими обсерваторіями.

### Кордовський огляд
Кордовський огляд було випущено 1908 року в м. Кордова. Він (Cordoba Durchmusterung, CD або CoD) поповнив Боннський огляд до Південного полюсу та збільшив кількість об'єктів каталогу до 613 959.

### Кейпський фотографічний огляд
До Боннского огляду також включають фотографічний Кейпський (Капський, Кейптаунський) огляд (Cape Photographic Durchmusterung, СР або CpD), виданий у 1896—1900 роках. Фотографування неба здійснювалося в Кейптаунській обсерваторії під керівництвом Девіда Гілла у 1885—1889 роках. Фотопластинки надсилалися на вивчення Якобусу Каптейну до Гронінгена. Каталог містив 454 875 зір південної півкулі неба (повністю — до 9,5m, а від схилення −19° до південного полюса світу — аж до 12m).

## Значення
Сукупність перелічених вище каталогів під загальною назвою Durchmusterung (скорочено — DM) була основним зоряним каталогом майже сторіччя. Наступний подібний огляд було зроблено майже через 150 років після публікації Аргеландера під час космічного експерименту «Гіппаркос».

## Зовнішні посилання
- Bonner Durchmusterung (Argelander 1859—1903) [Архівовано 9 липня 2017 у Wayback Machine.] at VizieR Service, Centre de Données astronomiques de Strasbourg